# .sc

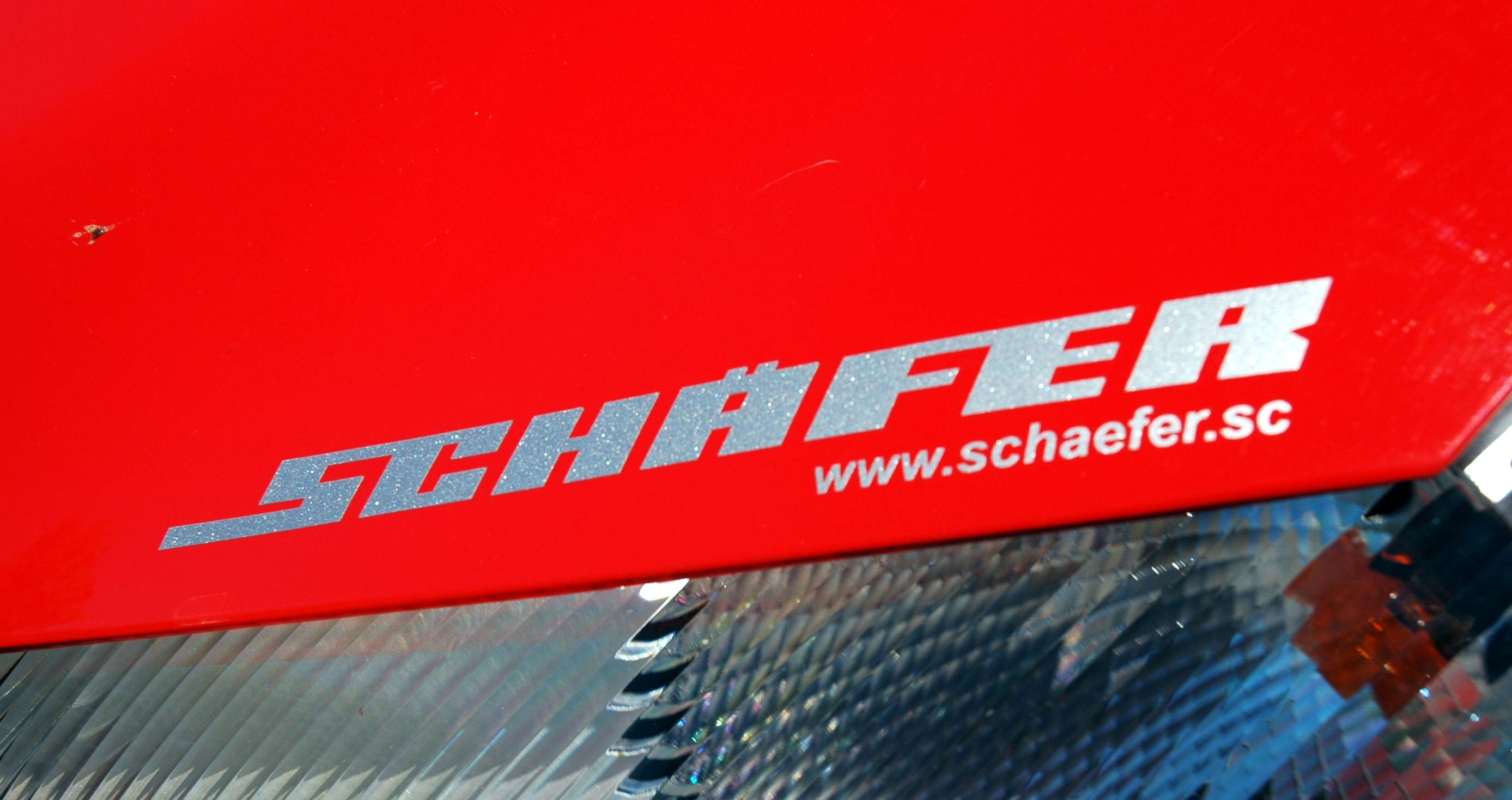
Website mit .sc

.sc ist die Top-Level-Domain (ccTLD) des Staates der Seychellen. Sie existiert seit dem 9. Mai 1997 und wird von der VCS Pty Ltd mit Sitz in Victoria auf Mahé verwaltet.

## Eigenschaften
Insgesamt darf eine .sc-Domain zwischen 3 und 63 Zeichen lang sein und nur alphanumerische Zeichen beinhalten. Ein Wohnsitz oder eine Niederlassung auf den Seychellen sind nicht erforderlich, um eine .sc-Domain zu registrieren. Neben .sc gibt es die Second-Level-Domains .com.sc für Unternehmen und .net.sc für Internetdienstanbieter sowie .org.sc für gemeinnützige Organisationen.

## Sonstiges
Im September 2008 geriet die Vergabestelle in die Kritik, nachdem sie die Gebühren für .sc-Domains auf ein Vielfaches der vorherigen Kosten erhöht hatte. Experten stuften die Maßnahme als willkürliche Aktion ein.